# Broadview Avenue
Pour les articles homonymes, voir Broadview.
Broadview Avenue est une rue de l'est de Toronto, en Ontario, au Canada. Rue principale du quartier de Riverdale, orientée du Nord au Sud, elle longe la rivière Don sur sa rive droite.
Elle est desservie par les lignes 504 King et 505 Dundas du tramway de Toronto.